# أخضر الكوبالت

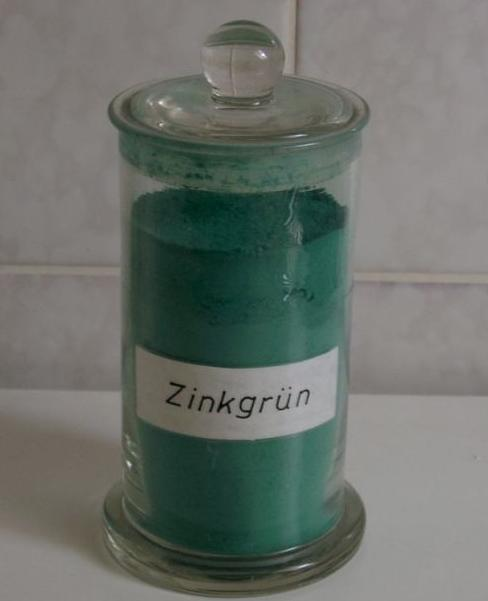
أخضر الكوبالت

أخضر الكوبالت هو خضاب ذو لون أخضر فيروزي يستحصل عليه من إشابة أكسيد الكوبالت الثنائي في أكاسيد عديمة اللون، مثل أكسيد المغنيسيوم أو أكسيد الزنك، ويعرف في الحالة الأخيرة أيضاً باسم أخضر الزنك. كما يعرف هذا الخضاب أيضاً باسم أخضر رينمان نسبةً إلى مكتشفه العالم الكيميائي السويدي سفن رينمان، الذي اكتشفه سنة 1780.
يتبنى هذا الخضاب بنية الإسبينيل عموماً؛ ولكن بشكل خاص فإن شكل البنية واللون يعتمد على نسب العناصر فيما بينها Zn1−xCoxO، فمن أجل قيمة x ≤ 0.3 فإن المادة تأخذ شكل بنية كبريتيد الزنك ZnO (الفورزيت) ويكون اللون الأخضر داكناً؛ أما من أجل قيمة x ≥ 0.7 فإن البنية تشابه بنية كلوريد الصوديوم ويكون عندها لون الخضاب زهرياً؛ ومن أجل قيم x بين القيمتين المذكورتين، فيكون هناك خليط بين الطورين.
يتميز خضاب أخضر الكوبالت بمزايا إلكترونية دورانية.